# Lengua de señas argentina
La lengua de señas argentina o LSA (ISO/DIS 639-3: aed) es la lengua de señas empleada por la comunidad sorda en Argentina. Es una lengua natural, con una gramática compleja, completa y distinta al español. Su origen puede remontarse a la comunidad nacida en las primeras escuelas para sordos de Buenos Aires a finales del siglo XIX y comienzos del XX, como consecuencia de la fundación del Instituto Nacional de Sordomudos, aunque en dichas escuelas se buscaba la instrucción oral y desterrar el uso de señas.

## Historia
Su origen puede remontarse a las primeras escuelas para sordos de Buenos Aires, entre los años 1880 y 1910: la Bartolomé Ayrolo, para varones; y la Osvaldo Magnasco, para mujeres. Estas escuelas surgieron por iniciativa del Instituto Nacional de Sordomudos, por medio de la ley 1662 del 19 de septiembre de 1885. Dicha ley indicaba como fin que se “enseñen a los sordomudos a usar la palabra puesto que si no permanecerán en un estado de incapacidad moral e intelectual”.
El primer director del instituto, el maestro italiano Serafino Balestra, fue el primero en implementar la metodología oralista en América Latina. A su breve período lo sucedieron sin cambios los médicos argentinos Garañao y Facio; y en 1892, el italiano Luis Molfino.
En ese momento, no eran usadas durante las clases, pero los estudiantes fueron desarrollándola y las usaban por fuera de éstas; sin embargo, los alumnos de ambas escuelas habían desarrollado lenguas distintas. En 1912 se conformó la primera asociación de la comunidad, ASAM (Asociación de Sordos de Argentina) en la que se incorporaron gradualmente gran parte de los alumnos de ambas escuelas y formaron distintos tipos de lazos sociales, incluyendo la formación de nuevas familias.
Las personas sordas asisten a escuelas para sordos, y usan variaciones locales fuera de clase.[cita requerida] Existe al menos un sistema para la escritura en LSA, aunque todavía su uso no está muy difundido: el Sistema Camps para la escritura de lenguas de señas.[cita requerida]

## Descripción lingüística
El primer diccionario de la Lengua de Señas Argentina fue publicado por la lingüista argentina María Ignacia Massone en 1993, luego de más de 7 años de investigación y la participación de más de 200 personas sordas. En 1994 la doctora Massone y la referente sorda Emilia Margarita Machado publican el primer estudio de la gramática de la LSA, con la colaboración de 120 personas sordas argentinas. En la actualidad, existen varias investigaciones lingüísticas sobre distintos aspectos léxicos, gramaticales y discursivos de la LSA.

## Gramática
El LSA tiene una sintaxis distinta al español, lo cual ha causado conflictos con la comunidad sorda cuando docentes, artistas o intérpretes ajenos a la comunidad realizan señas en el orden gramatical del español, lo cual se ha denomina "español señado" (transliteración).
El orden canónico del español es sujeto–verbo–objeto mientras que para el LSA es sujeto-objeto-verbo (en ambos casos se aceptan algunas desviaciones). En LSA el verbo va siempre luego del sujeto y el objeto y si la oración es una pregunta, esta se expresa al final. El sujeto tácito y los artículos no existen en LSA.

## Reconocimiento
La Lengua de Señas Argentina (LSA) fue oficialmente reconocida por el gobierno de Argentina en 2023, marcando un hito significativo en el reconocimiento de la diversidad lingüística y los derechos de la comunidad sorda dentro del país. Este reconocimiento subraya la importancia de la LSA como una lengua distintiva e integral para la comunicación entre la población sorda de Argentina.
El reconocimiento formal de la LSA destaca sus características lingüísticas únicas y su papel crucial en facilitar la comunicación efectiva y preservar la identidad cultural entre las personas sordas. Significa el compromiso del gobierno de promover la inclusividad y la accesibilidad para todos los ciudadanos, independientemente de sus habilidades auditivas.
Tras su reconocimiento, la LSA ha atraído una mayor atención dentro de los ámbitos educativos, promoviendo iniciativas para integrarla en los planes de estudio escolares y proporcionar recursos completos para su enseñanza y aprendizaje. Esto incluye el desarrollo de materiales educativos, como diccionarios y videos instructivos, adaptados tanto para personas sordas como para aquellos interesados en adquirir la LSA como segunda lengua.
Además, el reconocimiento de la LSA conlleva implicaciones legales y administrativas, garantizando que las personas sordas tengan derecho a acceder a servicios esenciales, incluidos la atención médica y la asistencia legal, en su modo de comunicación preferido. Exige la provisión de intérpretes y adaptaciones en diversos sectores para garantizar una comunicación efectiva y un acceso equitativo a la información para las personas sordas.
El reconocimiento oficial de la Lengua de Señas Argentina se alinea con los esfuerzos globales para defender la diversidad lingüística y proteger los derechos de las comunidades minoritarias lingüísticas. Sirve como testimonio de la resistencia y la defensa de la comunidad sorda en Argentina, afirmando su lugar legítimo en la sociedad y sus valiosas contribuciones al panorama cultural del país.

### Sintaxis
El orden de las palabras no marcado en LSA es sujeto-objeto-verbo, similar a idiomas como el turco, japonés y latín, pero divergente del español.
| sujeto                  | objeto     | verbo    |
| ----------------------- | ---------- | -------- |
| [PRON]2                 | TRABAJAR   | BUSCAR-  |
| "tú"                    | "trabajar" | "buscar" |
| Estás buscando trabajo. |            |          |

| Sujeto         | Objeto | Verbo                              |
| -------------- | ------ | ---------------------------------- |
| [PRON]1        | PAN    | 1DAR-2[cl:Pan]                     |
| "yo"           | "pan"  | "yo-dar-te(-algo-en-forma-de-pan)" |
| Te doy el pan. |        |                                    |

Cuando un objeto indirecto está presente en la oración, precede al objeto directo.
| Sujeto                    | objeto indirecto | objeto directo | verbo                              |
| ------------------------- | ---------------- | -------------- | ---------------------------------- |
| [PRON]1                   | [POSS]1 PADRE3   | PAN            | 1DAR-3[cl:Pan]                     |
| "yo"                      | "mi padre"       | "pan"          | "yo-dar-le(-algo-en-forma-de-pan)" |
| Le doy a mi padre el pan. |                  |                |                                    |

En oraciones que implican cadenas de verbos, los verbos auxiliares suelen aparecer después del verbo principal, contrario al orden de palabras en inglés.
| Sujeto                     | objeto     | "verbo principal" | "auxiliar" |
| -------------------------- | ---------- | ----------------- | ---------- |
| [PRON]2                    | TRABAJAR   | BUSCAR-           | DEBER-     |
| "tú"                       | "trabajar" | "buscar"          | "deber"    |
| Tienes que buscar trabajo. |            |                   |            |

| Sujeto                       | "verbo principal"    | "auxiliar" |
| ---------------------------- | -------------------- | ---------- |
| [PRON]1                      | ANDAR-EN BICICLETA-  | NO-PODER   |
| "yo"                         | "andar en bicicleta" | "no poder" |
| No puedo andar en bicicleta. |                      |            |

| Sujeto           | "verbo principal" | "auxiliar" |
| ---------------- | ----------------- | ---------- |
| [PRON]1          | IR-               | PROBAR-    |
| "yo"             | "venir"           | "intentar" |
| Intentaré venir. |                   |            |

| Sujeto                                          | Objeto        | "verbo principal" | "verbo modal" |
| ----------------------------------------------- | ------------- | ----------------- | ------------- |
| [PRON]1                                         | APARTAMENTO   | LIMPIAR-          | NO-QUERER-    |
| "yo"                                            | "apartamento" | "limpiar"         | "no querer"   |
| No quiero molestarme en limpiar el apartamento. |               |                   |               |

El Marcador de Acuerdo Personal (abreviado como "MAP"), que se asemeja al signo de "persona" y a veces va acompañado de la expresión mímica "auf" ("encima"), sirve para indicar la ubicación en el espacio de signos de objetos animados cuando el verbo en la oración no cumple esta función. Básicamente cumple el papel de pronombres de objeto, aunque se comporta más como un verbo auxiliar, flexionando por persona donde el verbo principal no lo hace. Aunque existe una notable variación, especialmente entre dialectos, típicamente aparece en posiciones similares a los auxiliares, siguiendo al verbo en lugar de ocupar el lugar del objeto. De manera similar, el marcador benefactivo (etiquetado como "BEM") se posiciona de manera similar.
| Sujeto  | "verbo principal" | "auxiliar" |
| ------- | ----------------- | ---------- |
| [PRON]1 | AMAR-             | [MAP]2     |
| "yo"    | "amar"            | "tú"       |
| Te amo. |                   |            |

| Sujeto         | Objeto   | "verbo principal" | "auxiliar" |
| -------------- | -------- | ----------------- | ---------- |
| [PRON]1        | DOCTOR3  | AMAR-             | [MAP]3     |
| "yo"           | "doctor" | "amar"            | "él/ella"  |
| Amo al doctor. |          |                   |            |

| Sujeto                   | objeto  | "verbo principal" | "auxiliar" |
| ------------------------ | ------- | ----------------- | ---------- |
| [PRON]1                  | LIBRO   | COMPRAR-          | [BEM]2     |
| "yo"                     | "libro" | "comprar"         | "para-ti"  |
| Compré un libro para ti. |         |                   |            |

Expresiones temporales (ayer, la próxima semana) típicamente preceden a la oración (como tema de discurso).
| Tiempo                                       | Sujeto  | Objeto indirecto | Objeto directo | Verbo                                 |
| -------------------------------------------- | ------- | ---------------- | -------------- | ------------------------------------- |
| AYER                                         | MUJER3  | [POSS]1 HERMANA4 | LIBRO          | 3DAR-4[cl:Libro]                      |
| "ayer"                                       | "mujer" | "mi hermana"     | "libro"        | "ella-da-le(-algo-en-forma-de-libro)" |
| Ayer una/mujer dio un/el libro a mi hermana. |         |                  |                |                                       |

Frecuentemente, las frases que especifican la ubicación comienzan al principio de la oración (después de la información de tiempo).
| Tiempo                                               | Ubicación          | Sujeto  | Objeto             | Verbo     |
| ---------------------------------------------------- | ------------------ | ------- | ------------------ | --------- |
| AYER                                                 | UNIVERSIDAD [LOK]A | [PRON]1 | HOMBRE AGRADABLE   | CONOCER   |
| "ayer"                                               | "universidad allí" | "yo"    | "hombre agradable" | "conocer" |
| Conocí a un hombre agradable en la universidad ayer. |                    |         |                    |           |

Esto se adhiere al principio figura-fondo, donde los referentes más pequeños y móviles (figuras) típicamente siguen a los referentes más grandes y menos móviles (fondos).
| Fondo                      | Figura   | Verbo                                       |
| -------------------------- | -------- | ------------------------------------------- |
| BOSQUE                     | UNA CASA | OBJETO-con-una[SITUADO]                     |
| "bosque"                   | "casa"   | "objeto-en-forma-de-casa-está-situada-allí" |
| Hay una casa en el bosque. |          |                                             |

Los adverbios de oración frecuentemente aparecen al principio de la oración.
| Adverbio de oración                   | Sujeto    | Objeto  | Verbo     |
| ------------------------------------- | --------- | ------- | --------- |
| ESPERANZA                             | [PRON]3   | PERRO   | COMPRAR-  |
| "esperanza"                           | "él/ella" | "perro" | "comprar" |
| Con suerte él/ella comprará un perro. |           |         |           |

Sin embargo, los adverbios que modifican el verbo pero que no pueden expresarse de manera no manual siguen al verbo como una cláusula adicional.
| Sujeto                                              | Verbo    | Cláusula adverbial |
| --------------------------------------------------- | -------- | ------------------ |
| [POSS]1 JEFE                                        | BAILAR-, | LINDO              |
| "mi jefe"                                           | "bailar" | "bonito"           |
| Mi jefe baila bonito. / Mi jefe baila y es bonito.' |          |                    |

Las palabras interrogativas típicamente ocurren al final de la oración después del verbo.
| Sujeto                    | "verbo principal" | "auxiliar" | Qué   |
| ------------------------- | ----------------- | ---------- | ----- |
| [PRON]2                   | ORDENAR-          | DESEAR-    | QUÉ   |
| "tú"                      | "ordenar"         | "desear"   | "qué" |
| ¿Qué te gustaría ordenar? |                   |            |       |

| Sujeto                         | Objeto | "verbo principal" | "auxiliar" | Por qué   |
| ------------------------------ | ------ | ----------------- | ---------- | --------- |
| [PRON]2                        | D-G-S  | APRENDER          | DESEAR-    | POR QUÉ   |
| "tú"                           | "DGS"  | "aprender"        | "desear"   | "por qué" |
| ¿Por qué quieres aprender LSA? |        |                   |            |           |

| Sujeto                                                                | Objeto              | "verbo principal"            | "auxiliar" | Cuándo   |
| --------------------------------------------------------------------- | ------------------- | ---------------------------- | ---------- | -------- |
| [PRON]2                                                               | CIENCIAS SOCIALES   | ESTUDIAR-                    | COMENZAR-  | CUÁNDO   |
| "tú"                                                                  | "ciencias sociales" | "estudiar-en-la-universidad" | "comenzar" | "cuándo" |
| ¿Cuánto tiempo llevas estudiando ciencias sociales en la universidad? |                     |                              |            |          |

Algunos signos con un significado negativo tienden a ocurrir al final de la oración.
| Sujeto                                                        | Objeto          | Verbo     | Negación |
| ------------------------------------------------------------- | --------------- | --------- | -------- |
| [PRON]1                                                       | [POSS]2 AMAR(R) | CONOCER-  | AÚN-NO   |
| "yo"                                                          | "tu pareja"     | "conocer" | "aún no" |
| Todavía no he conocido a tu novia/novio/pareja/esposo/esposa. |                 |           |          |

| Sujeto                              | "verbo completo" | "auxiliar" | Negación |
| ----------------------------------- | ---------------- | ---------- | -------- |
| [PRON]1                             | COMER-           | DESEAR-    | NADA     |
| "yo"                                | "comer"          | "desear"   | "nada"   |
| No quiero comer nada (en absoluto). |                  |            |          |

Sin embargo, si la negación no está enfatizada, también puede aparecer en la posición esperada.
| Sujeto                | Objeto | "verbo completo" | "auxiliar" |
| --------------------- | ------ | ---------------- | ---------- |
| [PRON]1               | NADA   | COMER-           | DESEAR-    |
| "yo"                  | "nada" | "comer"          | "desear"   |
| No quiero comer nada. |        |                  |            |

Los determinantes (artículos, demostrativos, cuantificadores, pronombres relativos) siguen al sustantivo.
| Sustantivo | Determinante |
| ---------- | ------------ |
| LIBRO      | [DEM]A       |
| "libro"    | "este"       |
| este libro |              |

Su función es establecer la ubicación de referentes dentro del espacio de signos. Si esto está indicado en su lugar por verbos direccionales, los determinantes siempre pueden ser omitidos, siempre que no sean necesarios por otras razones (como mostrar posesión, pluralización, etc.). No hay distinción entre artículos definidos e indefinidos.
Los adjetivos atributivos siguen inmediatamente después del sustantivo.
| Sustantivo        | Adjetivo |
| ----------------- | -------- |
| LIBRO             | NUEVO    |
| "libro"           | "nuevo"  |
| un/el nuevo libro |          |

El verbo copulativo ser no existe en LSA. Los adjetivos predicativos generalmente se separan del sustantivo por un determinante.
| Sustantivo           | Determinante | Adjetivo |
| -------------------- | ------------ | -------- |
| LIBRO                | [DEM]A       | NUEVO    |
| "libro"              | "este"       | "nuevo"  |
| Este libro es nuevo. |              |          |

Comparar la oración anterior con la siguiente frase nominal, en la que el determinante sigue al adjetivo, demuestra una estructura sintáctica diferente.
| Sustantivo       | Adjetivo | Determinante |
| ---------------- | -------- | ------------ |
| LIBRO            | NUEVO    | [DEM]A       |
| "libro"          | "nuevo"  | "este"       |
| este nuevo libro |          |              |

Los adjetivos posesivos se posicionan entre el poseedor y la posesión.
| Poseedor           | Posesivo | Posesión |
| ------------------ | -------- | -------- |
| HOMBRE3            | [POSS]3  | AUTO     |
| "hombre"           | "su"     | "auto"   |
| el auto del hombre |          |          |

Aquí hay una ilustración de una oración más extendida pero aún sencilla y no marcada.
| Tiempo                                                                                  | Ubicación                          | Sujeto  | Objeto indirecto | Objeto directo | "verbo completo" | "auxiliar" | Wh        |
| --------------------------------------------------------------------------------------- | ---------------------------------- | ------- | ---------------- | -------------- | ---------------- | ---------- | --------- |
| LA SEMANA PASADA                                                                        | [POSS]1 PADRE3 [POSS]3 CASA [LOK]A | [PRON]2 | [POSS]1 MADRE4   | DINERO/PLATA   | 2DAR-4           | DESEAR-    | POR QUÉ   |
| "la semana pasada"                                                                      | "la casa de mi padre allí"         | "tú"    | "mi madre"       | "dinero/plata" | "tú-dar-ella"    | "desear"   | "por qué" |
| ¿Por qué querías darle dinero/plata a mi madre en la casa de mi padre la semana pasada? |                                    |         |                  |                |                  |            |           |

Secciones de la oración que se desvían de su posición típica no marcada están acompañadas de marcas no manuales.
Los elementos de la oración (excluyendo verbos) pueden ser tematizados reubicándolos al principio de la oración y marcándolos con cejas levantadas.
| Objeto tematizado                                | Sujeto  | Verbo                |
| ------------------------------------------------ | ------- | -------------------- |
| cejas levantadas                                 |         | movimiento de cabeza |
| MUJER [DEM]A                                     | [PRON]1 | POSIBLE-             |
| "mujer esa"                                      | "yo"    | "no-gustar"          |
| No me gusta esa mujer. / Esa mujer, no me gusta. |         |                      |

A menudo, un tema no cumple ninguna otra función en la oración. En tales casos, sirve para restringir el alcance de la oración. Contrasta las siguientes tres oraciones.
| Sujeto      | Objeto   | Verbo    |
| ----------- | -------- | -------- |
| [PRON]1     | ITALIA   | ADORO-   |
| "yo"        | "Italia" | "adorar" |
| Amo Italia. |          |          |

| Tema                        | Sujeto  | Objeto   | Verbo    |
| --------------------------- | ------- | -------- | -------- |
| cejas levantadas            |         |          |          |
| PAÍS                        | [PRON]1 | ITALIA   | ADORO-   |
| "país"                      | "yo"    | "Italia" | "adorar" |
| Mi país favorito es Italia. |         |          |          |

| Tema                               | Sujeto  | Objeto   | Verbo    |
| ---------------------------------- | ------- | -------- | -------- |
| cejas levantadas                   |         |          |          |
| COMIDA                             | [PRON]1 | ITALIA   | ADORO-   |
| "comida"                           | "yo"    | "Italia" | "adorar" |
| Mi comida favorita es la italiana. |         |          |          |

## Español Rioplatense y Lengua de Señas Argentina
En Argentina, el español rioplatense, una variante regional del idioma español, coexiste junto con la Lengua de Señas Argentina (LSA), reflejando la diversidad lingüística presente en el país. El español rioplatense es hablado principalmente por la población oyente, mientras que la LSA sirve como el modo primario de comunicación para la comunidad sorda.
El español rioplatense se caracteriza por sus rasgos fonológicos, léxicos y sintácticos distintivos, que lo diferencian de otras variedades del español habladas en diferentes regiones del mundo hispanohablante. Esta variante ha sido moldeada por factores históricos, culturales y sociales, incluyendo patrones de inmigración, influencias indígenas e interacciones con países vecinos.
Por otro lado, la Lengua de Señas Argentina (LSA) es un lenguaje visual-gestual utilizado por personas sordas y miembros de la comunidad sorda en Argentina. La LSA tiene su propia gramática, vocabulario y sintaxis, separados de los idiomas hablados como el español. Se transmite visualmente a través de formas de mano, expresiones faciales y movimientos corporales, convirtiéndolo en un modo de comunicación único y rico para personas sordas.
A pesar de las diferencias en modalidad, el español rioplatense y la LSA interactúan e influyen mutuamente en diversos contextos, reflejando la naturaleza multicultural y multilingüe de la sociedad argentina. El bilingüismo, e incluso el multilingüismo, no es poco común entre las personas sordas en Argentina, quienes pueden alternar entre la LSA y el español dependiendo de la situación y las necesidades de comunicación del momento.
Los esfuerzos para promover la inclusión lingüística y cultural han llevado a un mayor reconocimiento y aprecio tanto del español rioplatense como de la LSA dentro de la sociedad argentina. Programas educativos, iniciativas culturales y esfuerzos de defensa tienen como objetivo fomentar la comprensión y el respeto por la diversidad lingüística, asegurando que tanto los idiomas hablados como los de señas sean valorados y respaldados en Argentina.

## Alfabeto Manual y Deletreo de Dedos
En la Lengua de Señas Argentina (LSA), el alfabeto manual, también conocido como deletreo de dedos, sirve como un componente crucial para deletrear palabras y transmitir letras específicas del alfabeto manualmente a través de formas de mano. Este sistema permite a las personas sordas representar palabras, nombres o conceptos para los cuales no hay signos estándar, o para aclarar la ortografía en situaciones donde la precisión es primordial.
El alfabeto manual en la LSA consta de un conjunto de formas de mano que representan cada letra del alfabeto español. Cada forma de mano corresponde a una letra específica, y el proceso de deletreo de dedos implica formar secuencialmente estas formas de mano para deletrear la palabra o mensaje deseado. La claridad y precisión del deletreo de dedos en la LSA dependen en gran medida de los movimientos precisos de la mano, las posiciones de los dedos y las expresiones faciales para garantizar una comunicación efectiva.
El deletreo de dedos se utiliza comúnmente en situaciones donde la traducción directa del español a la LSA no es factible, como nombres propios, términos técnicos o conceptos recién introducidos. Además, el deletreo de dedos puede emplearse para enfatizar, aclarar o reforzar la comprensión dentro de una conversación o contexto educativo.
La competencia en el deletreo de dedos es una habilidad esencial tanto para las personas sordas como para aquellos que interactúan con la comunidad sorda, ya que mejora la flexibilidad y la comprensión de la comunicación en diversos entornos lingüísticos. La formación en el deletreo de dedos se incorpora a menudo en programas educativos de LSA e iniciativas de aprendizaje de idiomas para promover la competencia y fluidez lingüística entre los usuarios de LSA.
El alfabeto manual y el deletreo de dedos en la LSA contribuyen a la riqueza y versatilidad del idioma, permitiendo a las personas sordas expresarse plenamente y participar activamente en diversos ámbitos sociales, educativos y profesionales. Su incorporación a la LSA subraya la adaptabilidad y eficacia del lenguaje como medio de comunicación para la comunidad sorda en Argentina.